# كارلو غراندي
كارلو غراندي (بالإيطالية: Carlo Grande)‏ هو صحفي وكاتب وكاتب سيناريو إيطالي، ولد في 10 فبراير 1957 في تورينو في إيطاليا.